# DKW F 2

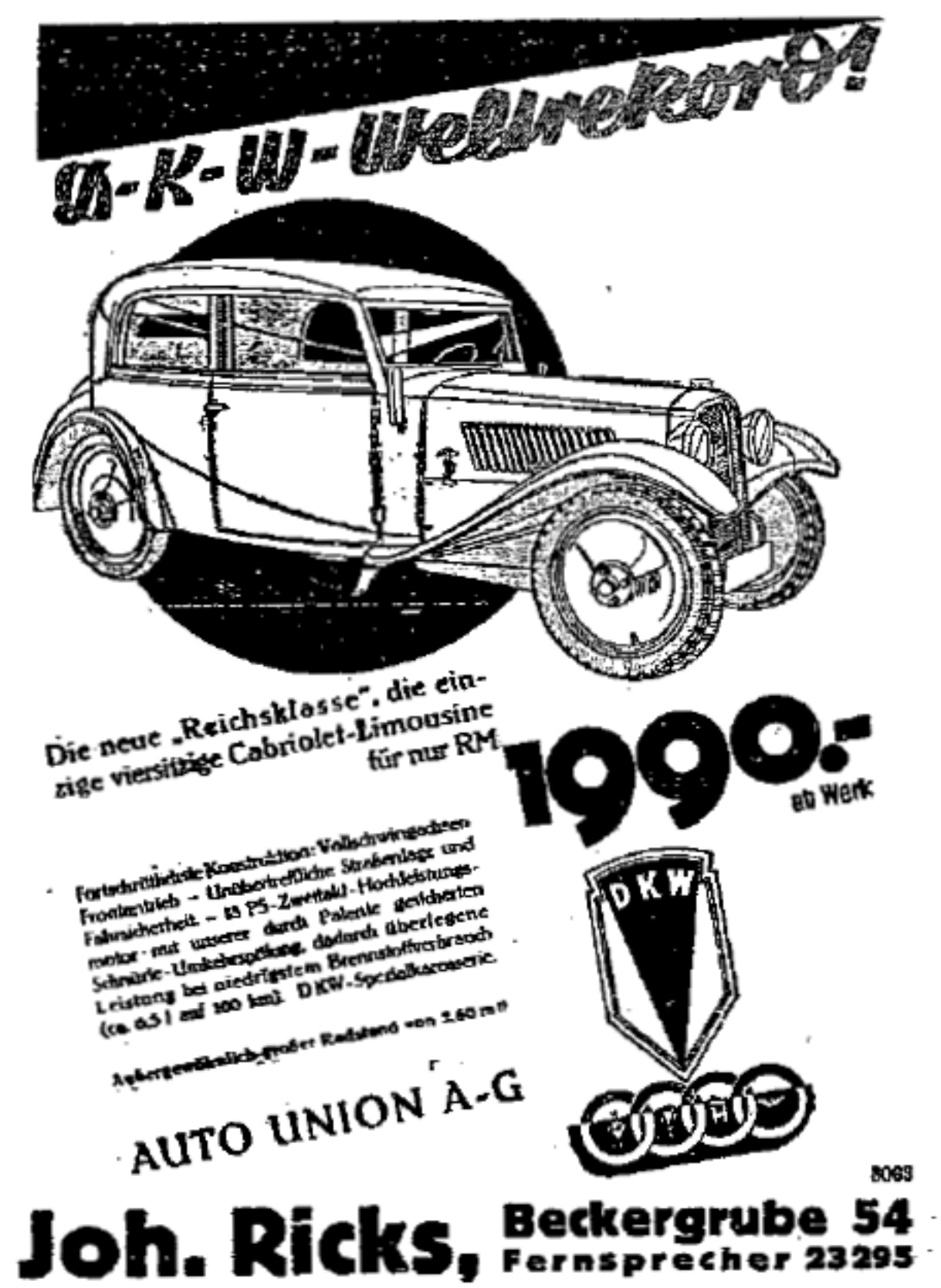
Zeitungsanzeige für den neu eingeführten DKW Reichsklasse, 1933

Der DKW F 2 ist ein Kleinwagen mit Frontantrieb der Marke DKW, den die Zschopauer Motorenwerke J. S. Rasmussen (ab Juni 1932 Teil der neu gegründeten Auto Union AG) im April 1932 als Nachfolger des Modells F 1 auf den Markt brachten. Bis 1935 wurden 17.059 Wagen (davon 502 als Zweisitzer-Cabrio) ausgeliefert.  Wie alle DKW „Frontwagen“ (geschützter Name) wurden die DKW F 2 im Audiwerk in Zwickau gebaut. Nachfolger waren die DKW F 4 (1934) bzw. DKW F 5 (1935).

## Modellgeschichte und Technik
Der mit dem Beinamen „Meisterklasse 601“ angebotene F 2 hat durch den gegenüber dem Vormodell 21 cm längeren Radstand eine elegantere Karosserie mit mehr Platz. Der bereits im F 1 verwendete und vorn quer eingebaute Zweizylinder-Zweitaktmotor (Gegenläufer-Twin) mit 0,6 Liter Hubraum und Nasenkolben-Querspülung leistet 15 PS. Über ein Dreiganggetriebe mit Krückstockschalthebel treibt er die Vorderräder an. Die Wagen mit einem Rahmen aus zwei stählernen U-Profil-Längsträgern haben eine mit Kunstleder bespannte Karosserie aus Sperrholz und vorn und hinten Einzelradaufhängung an doppelten Querblattfedern. Sie waren als zwei- und viersitziges Cabriolet oder als Cabriolimousine erhältlich.
Ab März 1933 wurden verbesserte Motoren mit Schnürle-Umkehrspülung und zwei Überströmkanälen eingebaut. Dadurch stieg die Leistung auf 18 PS. Das neue Fahrzeug nannte sich „Reichsklasse“ und war bis 1935 erhältlich. Gleichzeitig war der „Meisterklasse 701“ im Angebot, dessen größerer 0,7-Liter-Motor mit Schnürle-Umkehrspülung 20 PS (14,7 kW)  leistete.

## Technische Daten
|                       | Meisterklasse 601                   | Reichsklasse                        | Meisterklasse 701                   |
| --------------------- | ----------------------------------- | ----------------------------------- | ----------------------------------- |
| Bauzeitraum           | 1932–1933                           | 1933–1935                           | 1933–1935                           |
| Aufbauten             | L2, Cb2                             | L2                                  | L2, Cb2                             |
| Motor                 | 2-Zylinder-Zweitakt (Parallel-Twin) | 2-Zylinder-Zweitakt (Parallel-Twin) | 2-Zylinder-Zweitakt (Parallel-Twin) |
| Ladungswechsel        | Querstromspülung                    | Umkehrspülung                       | Umkehrspülung                       |
| Bohrung × Hub         | 74 mm × 68 mm                       | 74 mm × 68 mm                       | 76 mm × 76 mm                       |
| Hubraum               | 584 cm³                             | 584 cm³                             | 692 cm³                             |
| Nennleistung          | 15 PS (11 kW) bei 3500/min          | 18 PS (13,2 kW) bei 3500/min        | 20 PS (14,7 kW)                     |
| Verbrauch             | 8 l/100 km                          | 7 l/100 km                          | 7 l/100 km                          |
| Höchstgeschwindigkeit | 75 km/h                             | 80 km/h                             | 85–90 km/h                          |
| Leergewicht           | 690 kg                              | 690 kg                              | 700–750 kg                          |
| zul. Gesamtgewicht    | 1010 kg                             | 1040 kg                             | 1050–1100 kg                        |
| Elektrik              | 6 Volt                              | 6 Volt                              | 6 Volt                              |
| Länge                 | 3895 mm                             | 3895 mm                             | 3750–3985 mm                        |
| Breite                | 1480 mm                             | 1480 mm                             | 1450–1480 mm                        |
| Höhe                  | 1500 mm                             | 1500 mm                             | 1465–1500 mm                        |
| Radstand              | 2610 mm                             | 2610 mm                             | 2610 mm                             |
| Spur vorn/hinten      | 1100 mm/1100 mm                     | 1100 mm/1100 mm                     | 1110 mm/1220 mm                     |
| Wendekreis            | 12 m                                | 12 m                                | 12 m                                |

- L2 = 2-türige Limousine oder Cabrio-Limousine
- Cb2 = 2-türiges Cabriolet

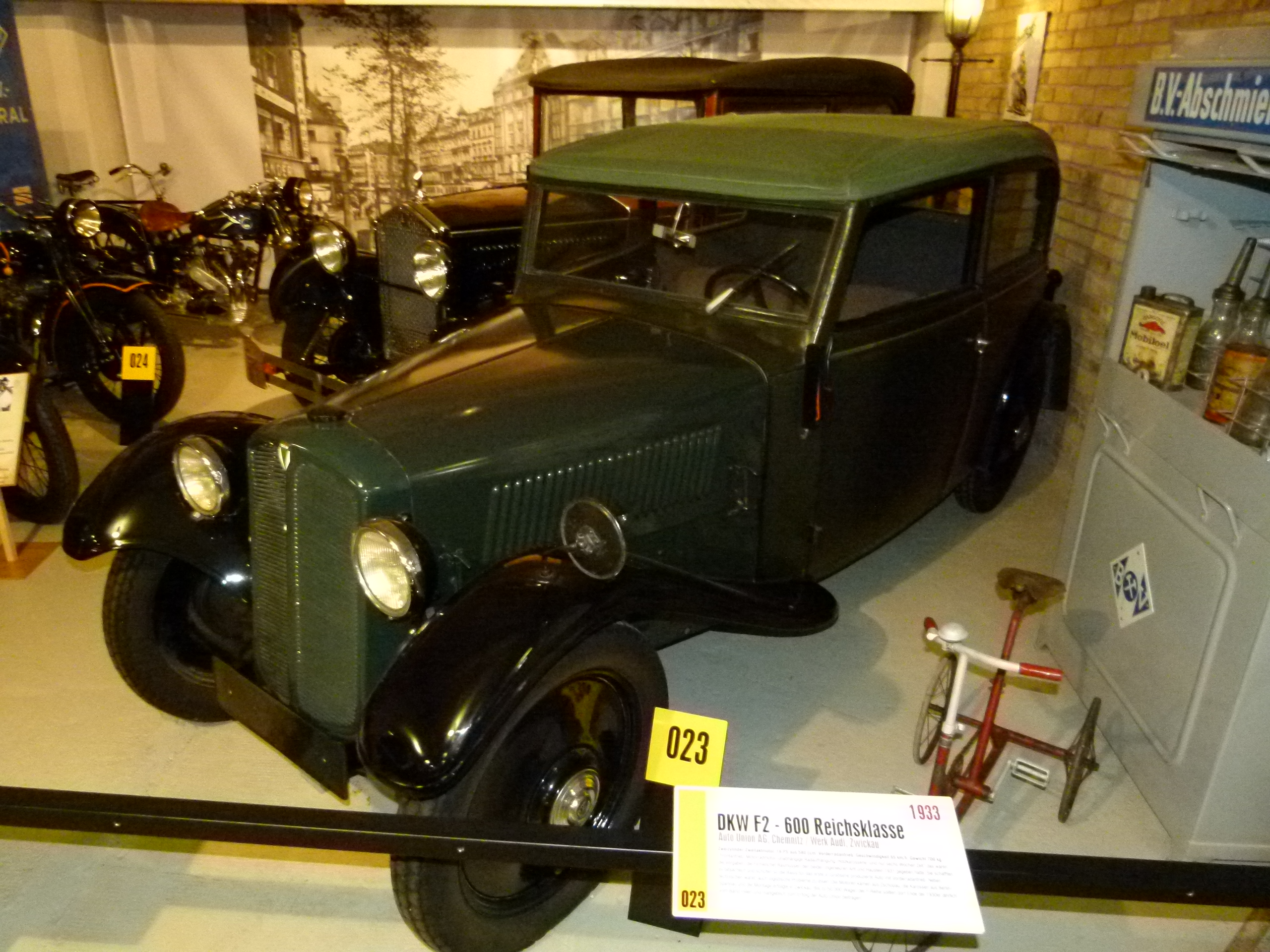
DKW F 2 600 Reichsklasse, 1933, im Museum für sächsische Fahrzeuge Chemnitz
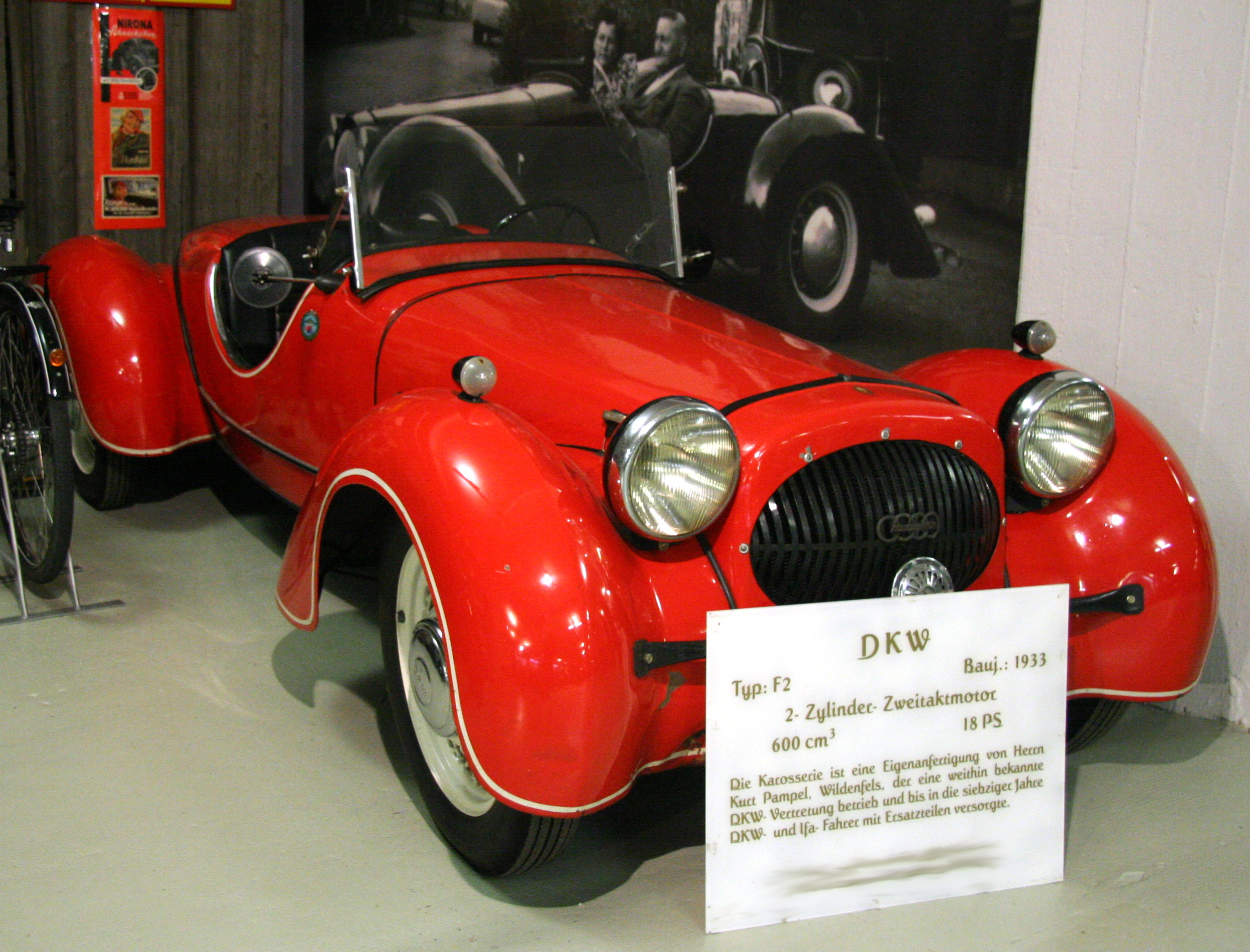
DKW F 2, Baujahr 1933, Karosserie Eigenanfertigung, im Museum für sächsische Fahrzeuge Chemnitz
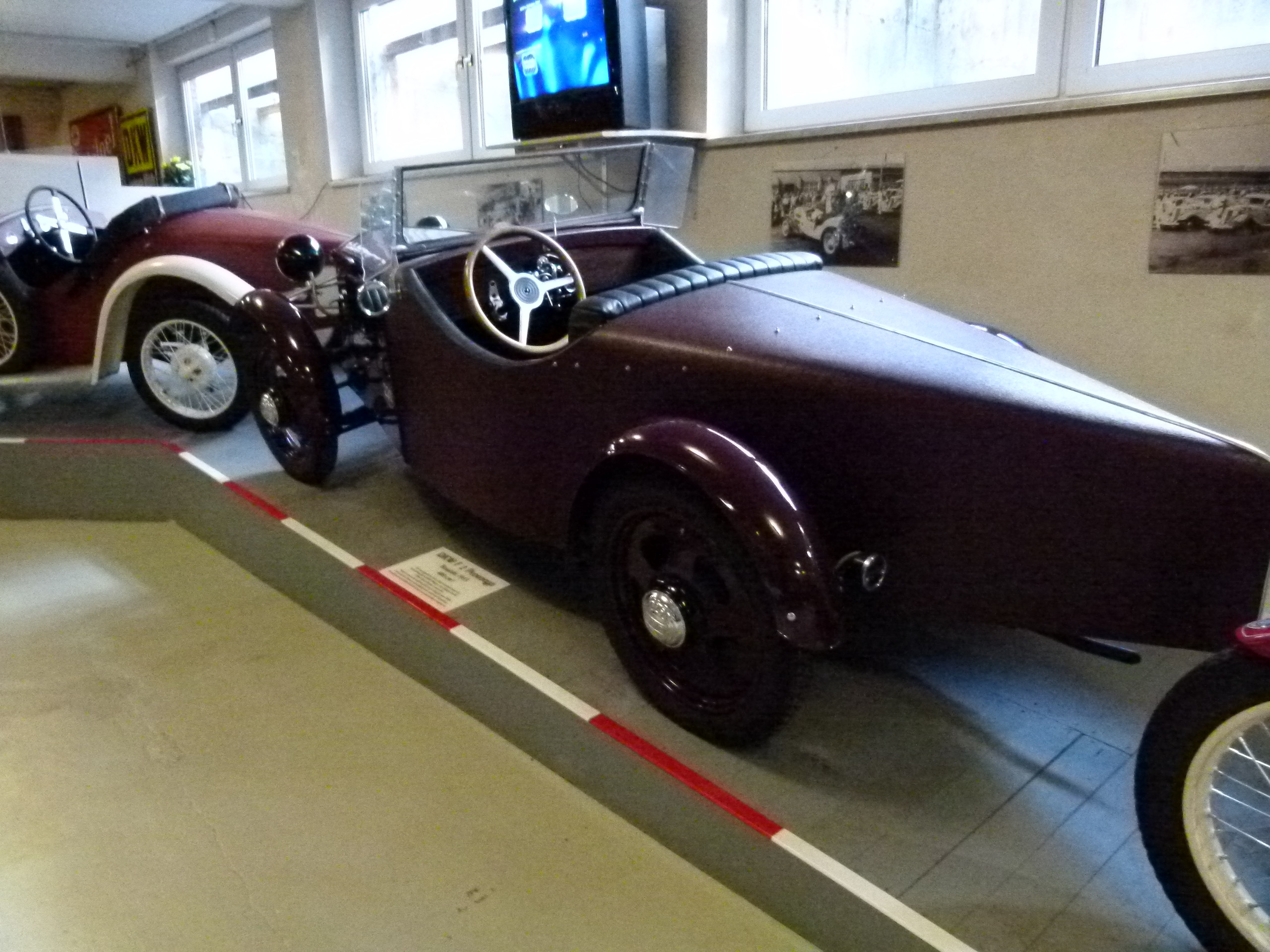
DKW F 2, Baujahr 1933, Prototyp für den Motorsport
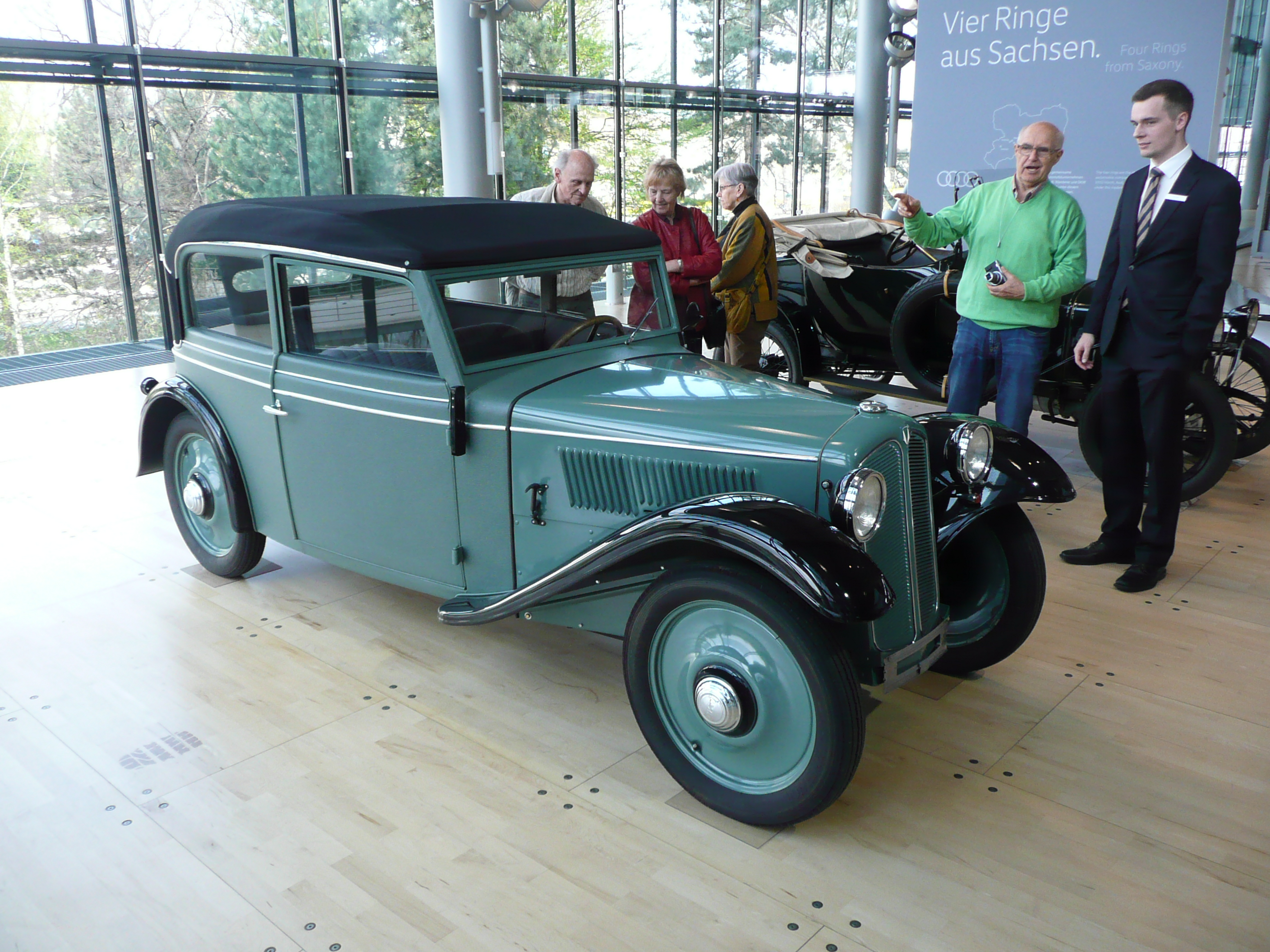
DKW F 2 aus dem Jahr 1934

## Quelle
- Werner Oswald: Deutsche Autos 1920–1945. 10. Auflage, Motorbuch Verlag, Stuttgart 1996, ISBN 3879435197.